# 이렌세이
이렌세이(일본어: 囲連星)는 오목을 변형하여 만들어진 게임이다.

## 규칙
규칙은 오목과 비슷하다.
흑백이 한수씩 교대로 둔다. 바깥쪽 두개씩의 줄을 제외한 15x15칸에 같은색돌 7개가 일렬로 있으면 (가로, 세로, 대각선으로) 이긴다. 백은 팔목 이상을 만들어도 이기지만 흑은 팔목이상을 만들면 반칙패한다. 바둑처럼 돌을 딸 수 있다. 자살수는 금지되나, 그 위치에 놓으면서 기물을 따는 경우, 또는 칠목을 만드는 경우는 허용된다. 하지만 패는 바둑과 같이 바로 되딸 수 없다.

## 같이 보기
- 게임 복잡도
- 틱택토
- 4목
- 오목
- 렌주
- 바둑